# Thorra Steerling
Thora (Thorra) S, V. Steerling, född 11 november 1919 i Högsjö socken, Västernorrlands län, död i juli 1966 i Sverige, var en svensk målare.
Hon var från 1948 gift med direktören Nils Steerling. Hon var från början av 1950-talet bosatt i Japan och bedrev under tioårs tid studier i det japanska tuschmåleriet, sumi-e, för olika inhemska konstnärer. Hon medverkade upprepade gånger i International Sumi-e Associations utställningar i Tokyo och andra grupp och samlingsutställningar med japanska konstnärer.  Separat ställde hon bland annat ut på Galleri Brinken i Stockholm 1961, Konohuna Gallery i Tokyo 1963, Tokyo Hilton Hotel 1965 och hon medverkade i den Japanska paviljongen vid världsutställningen i New York 1965. Steerling är representerad vid Tokyo Hilton Hotel och Amerikanska ambassaden i Tokyo.